# Lake Ōkareka
Der Lake Ōkareka ist ein Kratersee im Rotorua District der Region Bay of Plenty auf der Nordinsel von Neuseeland.

## Geographie
Der See befindet sich rund 8,7 km ostsüdöstlich von Rotorua und einer von vier Seen, die sich von Südwesten nach Nordosten zwischen dem Lake Rotorua im Nordnordwesten und dem Lake Tarawera im Osten des Sees aneinanderreihen. Mit einer Nordwest-Südost-Ausdehnung erstreckt sich der See über eine Länge von rund 2,79 km und misst an seiner breitesten Stelle rund 2,07 km in Ost-West-Richtung. Bei einer Uferlinie von rund 10,4 km dehnt sich der See über eine Fläche von rund 3,4 km² aus und besitzt ein Wassereinzugsgebiet von rund 19,6 km², hat aber als Kratersee keinen Abfluss.
Südwestlich des Lake Ōkareka befindet sich in einer Entfernung von 1,75 km der Tikitapu/Blue Lake und nach insgesamt rund 3 km in südlicher Richtung der Lake Rotokākahi / Green Lake. Nach Nordosten schließt sich nach rund 2,35 km der Lake Ōkataina an und östlich ist nach rund 1,1 km der Lake Tarawera zu finden.
Eingebettet ist der Lake Ōkareka von bis zu 572 m hohen Bergen und zu rund 42,1 % von Wäldern sowie zu rund 31,4 % von Weidelandschaft umgeben. Lediglich 2,2 % der Fläche ist bebaut. Zu erreichen ist der See von Rotorua aus über die Pipeline Road und anschließend über die Okareka Loop Road.
An der Westseite des Sees liegt die kleine Siedlung Lake Ōkareka, die sich den Namen des Sees zu Eigen gemacht hat.

## Geologie
Der See hat sich durch vulkanische Aktivitäten in dem Gebiet des Ōkataina Volcanic Centre gebildet, die rund 21.000 Jahre und rund 13.500 Jahren zurückliegen. Die geologischen Strukturen rund um den See gelten als komplex, doch die Lawa-Ablagerungen zwischen dem Lake Tarawera und dem Lake Ōkareka gelten zusammen mit der Senkenbildung als Ursache zur Bildung des Sees.

## Wanderweg
An der Südseite des Sees befindet sich der rund 2,5 km lange Lake Okareka Walkway.